# العلاقات البنغالية السودانية
تُشير العلاقات البنغلاديشية السودانية للعلاقات الثنائية بين بنغلاديش والسودان.

## زيارات عالية المستوى
في عام 2008، قام الرئيس السابق لهيئة الأركان المشتركة للقوات المسلحة السودانية، الجنرال محمد عبد القادر نصر الدين بزيارة رسمية إلى دكا.

## العلاقات العسكرية
يشارك عدد من الجنود السودانيين في العديد من برامج التدريب في بنغلاديش، وخاصة في تدريب الأمم المتحدة لحفظ السلام في معهد بنجلاديش لتدريب عمليات دعم السلام.

## العلاقات الاقتصادية
وقد أبدت كل من بنغلاديش والسودان اهتمامهما المشترك بتوسيع التجارة الثنائية والاستثمار. تم تحديد المستحضرات الصيدلانية البنغالية والملابس الجاهزة والسيراميك كمنتجات للاستيراد للسوق السودانية. في عام 2008، وقعت بنغلاديش والسودان اتفاقية تتعلق باستيراد القوى العاملة.